# イヴァン・モラヴェッツ
イヴァン・モラヴェッツ（Ivan Moravec, 1930年11月9日 - 2015年7月27日）はチェコのピアニスト。半世紀にわたる演奏・録音活動と軽快なタッチが作り出す透明感ある美音、卓越した演奏技巧により、世界的な支持を集めた。

## 経歴
1930年11月9日、プラハに誕生。アマチュア・ピアニストで歌手でもあった父の影響で早くからピアノとオペラに親しむ。46年にプラハ音楽院入学。エルナ・グリュンフェルト（ボヘミア出身のオーストリアのピアニスト、アルフレート・グリュンフェルトの姪）にピアノを学ぶ。48年にはプラハ音楽院ピアノ科を首席で卒業。プラハ芸術アカデミーに進みイローナ・シュチェパーノヴァー＝クルゾヴァー（ヴィレーム・クルツの娘）に師事。しかし、20歳の時に腕の故障に見舞われ、療養のため5年間演奏を中断する。復帰後の57年、プラハでモラヴェッツの演奏に接したアルトゥーロ・ベネデッティ・ミケランジェリに招かれて、同年と翌年夏のアレッツォのマスタークラスに参加した。
59年ロンドン・デビュー。50年代後半に、プラハにおけるリサイタルの録音テープが西側諸国に流出する。その後まもなく、アメリカのマイナー・レーベル「コニサー・ソサイティ」（玄人協会）がチェコスロバキア当局と交渉して、モラヴェッツと契約を結んだ。これを機に、国際的な演奏活動をスタート。62年にニューヨークで同社のために多くの録音を行い、64年にはジョージ・セルに招かれクリーヴランド管弦楽団を共演した。
リサイタルでは、チェコの作曲家の他に、モーツァルトやベートーヴェン、ショパン、ドビュッシーの曲も取り上げた。世界の主要なオーケストラと共演を重ねて、モーツァルトやベートーヴェン、シューマン、フランク、ブラームス、ラヴェル、プロコフィエフらのピアノ協奏曲や協奏的作品を演奏・録音してきた。67年からはプラハ音楽芸術アカデミーで教鞭を執り、献身的なピアノ教師としても活動。訪問先ではしばしばマスタークラスを開催した。日本には71年以降、たびたび訪れリサイタルを開く。
コニサーへの録音は、オーディオマニア向けの高音質で名高い。ほかにも米VOXやVAI、ドリアン、ヘンスラー、スプラフォンといったレーベルに録音している。1998年にはフィリップスの「20世紀の偉大なピアニストたち」シリーズでもその音源が採用された。

## 註
1. ↑  著者吉澤ヴィルヘルム、発行者矢野恵二『ピアニストガイド』株式会社青弓社、印刷所・製本所厚徳所、2006年2月10日、236ページ、ISBN 4-7872-7208-X
2. ↑  Dyer, Richard Unmistakably Moravec, Boston Globe, 1991-08-08
3. ↑  Balgalvis, Arnis, The Audiophile Voice, Vol.9 Issue2 Page 18, Best Sound at the Show, 2006-08-08